# Unione vegetariana europea
L'Unione vegetariana europea (dall'inglese European Vegetarian Union, EVU) è l'organizzazione europea, fondata nel 1988, di riferimento per la dieta e gli ideali vegetariani. Tuttavia, il campo di azione dell'associazione copre oltre al vegetarismo, anche gli ambiti  della nutrizione, della salute, della tutela del consumatore, e promuove campagne contro la fame nel mondo, i diritti degli animali e dell'ecologia.
È una "organizzazione ombrello", ovvero raccoglie le varie organizzazioni vegetariane nazionali, che operano in ambito europeo.